# Riyadh (Nouakchott)
Riyadh este una din comunele Mauritaniei situată în Nouakchott, capitala Mauritaniei, cu o populație de 42.413 locuitori.